# Moglie e marito
Moglie e marito (em português: Marido e Mulher) é um filme italiano de 2017, do gênero comédia romântica, dirifido por Simone Godano.
O filme tem o mesmo argumento que a comédia romântica brasileira Se Eu Fosse Você 2.

## Elenco
- Pierfrancesco Favino - Andrea
- Kasia Smutniak - Sofia
- Sebastian Dimulescu -	Tommaso
- Marta Gastini - Maria
- Andrea Bruschi - Brancati
- Gaetano Bruno - Cristian
- Marta Gastini -	Maria
- Giselda Volodi -	A psicóloga
- Francesca Agostini -	Anna
- Paola Calliari -	Angelica
- Andrea Bruschi -	Brancati
- Flavio Furno - Luca
- Valerio Aprea - Michele
- Gabriele Falsetta - Ivan

## Prêmios e Indicações
| Ano  | Prêmio                                         | Categoria           | Indicação(ões)                        | Resultado | Ref. |
| ---- | ---------------------------------------------- | ------------------- | ------------------------------------- | --------- | ---- |
| 2017 | Italian National Syndicate of Film Journalists | Nino Manfredi Award | Pierfrancesco Favino e Kasia Smutniak | Venceu    |      |
| 2017 | Italian National Syndicate of Film Journalists | Melhor Comédia      |                                       | Indicado  |      |